# Convair X-11
L'X-11, denominato anche SM-65A Atlas oppure Atlas A, era il primo prototipo a scala intera del missile Atlas ed ebbe il suo primo volo l'11 giugno 1957.
A differenza delle versioni successive, L'Atlas A non seguì la tecnica dello "stadio e mezzo". I booster erano fissi.

## Storia del progetto
Il programma da cui nacque questo missile iniziò nel 1945, ma la designazione ufficiale (X-11) si ebbe solo nel 1953. Curiosamente i documenti ufficiali riportavano (e riportano) come costruttore "Consolidated-Vultee".
X-11 e X-12 sono sigle che si riferiscono, in realtà, a varianti dello stesso progetto: il Convair Atlas. Esso fu il primo missile balistico internazionale operativo degli USA.
L'X-11 compì otto voli, dei quali quattro ebbero successo. Tutti i test furono compiuti a Cape Canaveral Air Force Station.

## Impiego operativo
| Data              | Ora (GMT) | Pad   | Sigla | Apogeo                 | Esito      | Note |
| ----------------- | --------- | ----- | ----- | ---------------------- | ---------- | --- |
| 11 giugno 1957    | 19:37     | LC-14 | 4A    | 2 chilometri (1 mi)    | Insuccesso | Primo volo di un missile Atlas. Il comportamento fu normale fino a 30 secondi dal lancio, quando il missile perse spinta a causa di un surriscaldamento. Fu poi distrutto a 50 secondi dal lancio per ragioni di sicurezza. La missione fu comunque valutata un parziale successo. |
| 25 settembre 1957 | 19:57     | LC-14 | 6A    | 3 chilometri (2 mi)    | Insuccesso | Perdita di potenza seguita dalla distruzione del missile a 74 secondi dal lancio. |
| 17 dicembre 1957  | 17:39     | LC-14 | 12A   | 120 chilometri (75 mi) | Successo   | Primo volo avvenuto con successo di un missile Atlas. |
| 10 gennaio 1958   | 15:48     | LC-12 | 10A   | 120 chilometri (75 mi) | Successo   | |
| 07 febbraio 1958  | 19:37     | LC-14 | 13A   | 120 chilometri (75 mi) | Insuccesso | Un corto circuito nel sistema di guida causò lo spegnimento del motore e la perdita del missile 167 secondi dopo il lancio. |
| 20 febbraio 1958  | 17:46     | LC-12 | 11A   | 90 chilometri (56 mi)  | Insuccesso | Un corto circuito nel sistema di guida causò lo spegnimento del motore e la perdita del missile 126 secondi dopo il lancio. |
| 05 aprile 1958    | 17:01     | LC-14 | 15A   | 100 chilometri (62 mi) | Insuccesso | Perdita di potenza a 105 secondi dal lancio. Il missile rimase integro fino all'impatto con l'oceano Atlantico. |
| 03 giugno 1958    | 21:28     | LC-12 | 16A   | 120 chilometri (75 mi) | Successo   | |

## Utilizzatori
Stati Uniti
- United States Air Force